# Artaxias III d'Armenia
Artaxias III d'Armenia o Artashes (in armeno Արտաշես Երրորդ?; ... – 34) è stato sovrano del regno di Armenia dal 18 al 34.

## Biografia
Il suo vero nome era Zenone di Ponto, ed era figlio di re Polemone I re del Ponto e della regina Pitidoris.
Polemone era un sovrano molto fedele all'Impero romano, e quando Germanico, inviato da Tiberio come console nel 17, ricevette dall'imperatore l'imperium maius su tutti i regni e le province dell'Asia, la sua prima preoccupazione fu di trovare una soluzione all'annoso problema del regno di Armenia e delle ingerenze dei Parti sul suo equilibrio interno.
La possibilità di insediare sul trono d'Armenia il figlio di uno dei sovrani più fedeli di Roma sembrò una soluzione perfetta, che avrebbe potuto garantire la presenza di una dinastia affidabile in uno dei protettorati più strategicamente importanti per l'Impero. A differenza del suo predecessore, Vonone I, che si trovava in esilio ad Antiochia in Siria, presso Silano Cretico (parente dello stesso Germanico), Zenone di Ponto era un giovane cresciuto secondo le maniere orientali. Il suo celebrato amore per la caccia e per le libagioni lo resero popolare in Armenia ancora prima della sua incoronazione.
Forse anche per questo motivo la richiesta di eleggere Zenone a sovrano d'Armenia venne dalla stessa popolazione armena. 
Tiberio incoronò personalmente il giovane Zenone nel 18 con una solenne cerimonia nella capitale Artašat, acclamato dal popolo armeno.
L'elezione di Artaxias III fu anche il frutto di un preciso accordo tra Germanico ed i Parti. Essi non avrebbero più dovuto interferire con la politica interna del regno d'Armenia a patto che Germanico, dietro diretta richiesta del sovrano partico Artabano II, esiliasse il suo acerrimo rivale Vonone I. Germanico accettò il patto e inviò in esilio Vonone in Cilicia, dove morì nel tentativo di fuggire.
Sotto il regno di Artaxias III l'Armenia visse finalmente un periodo di prosperità e di stabilità per ben 16 anni, ovvero fino alla sua morte nell'anno 34.
Con la scomparsa del sovrano pontide tornarono alla ribalta le rivendicazioni e le mire dei Parti, nonostante gli accordi stipulati con Germanico, Artabano II impose sul trono d'Armenia il suo primogenito, Arsace (Arshak).